# قلعه دیدار سینگ
قلعه دیدار سینگ (به انگلیسی: Qila Didar Singh) یک منطقهٔ مسکونی در پاکستان است که در ناحیه گوجرانوالا واقع شده‌است.